# Colombia
För andra betydelser, se Colombia (olika betydelser).
Colombia, formellt Republiken Colombia, är en stat i nordvästra Sydamerika vid Karibiska havet och Stilla havet. Colombia gränsar till Brasilien, Ecuador, Panama, Peru och Venezuela. Colombia är ett land rikt på naturresurser och har ett klimat som är perfekt för exempelvis odling av kaffe, snittblommor och allehanda frukter. Den viktigaste exportvaran är kaffe av hög kvalité som odlas uppe i de höga bergen. Colombia är näst största exportör av kaffe efter Brasilien. Utöver det ger oljeindustrin gott om inkomster och arbeten, såväl som smaragd- och guldframställningsindustrin. Cirka 40 procent av befolkningen är jordbrukare, men endast cirka 2% av landets totala yta är uppodlad, och är koncentrerad till området kring bergskedjan Cordillera Central.
Mycket importeras från USA och Europa. Colombias hamnstäder tillsammans med utvecklade industristäder som Bogotá, Cali och Medellín utgör en bra grund för ekonomisk utveckling. Colombia räknades av konsultfirman Maplecroft år 2010 som ett av de länder i världen som hade högst risk för "terrorhandlingar". Colombia hade under 2010 världens fjärde högsta mordfrekvens, efter Honduras, El Salvador och Venezuela. I början av 2000-talet förbättrades säkerhetsläget och vissa städer och vägar i Colombia var mellan 2005 och 2008 säkra för resande. Under 2010 ökade antalet kidnappningar, främst i Medellíns storstadsområde, jämfört med 2009.  Enligt Förenta nationerna hade Colombia under 2010 det högsta antalet internflyktingar i världen, varav många söker sig till Medellín, Bogotá och Cali, där de ofta hamnar i någon av de många kåkstäderna.

## Historia

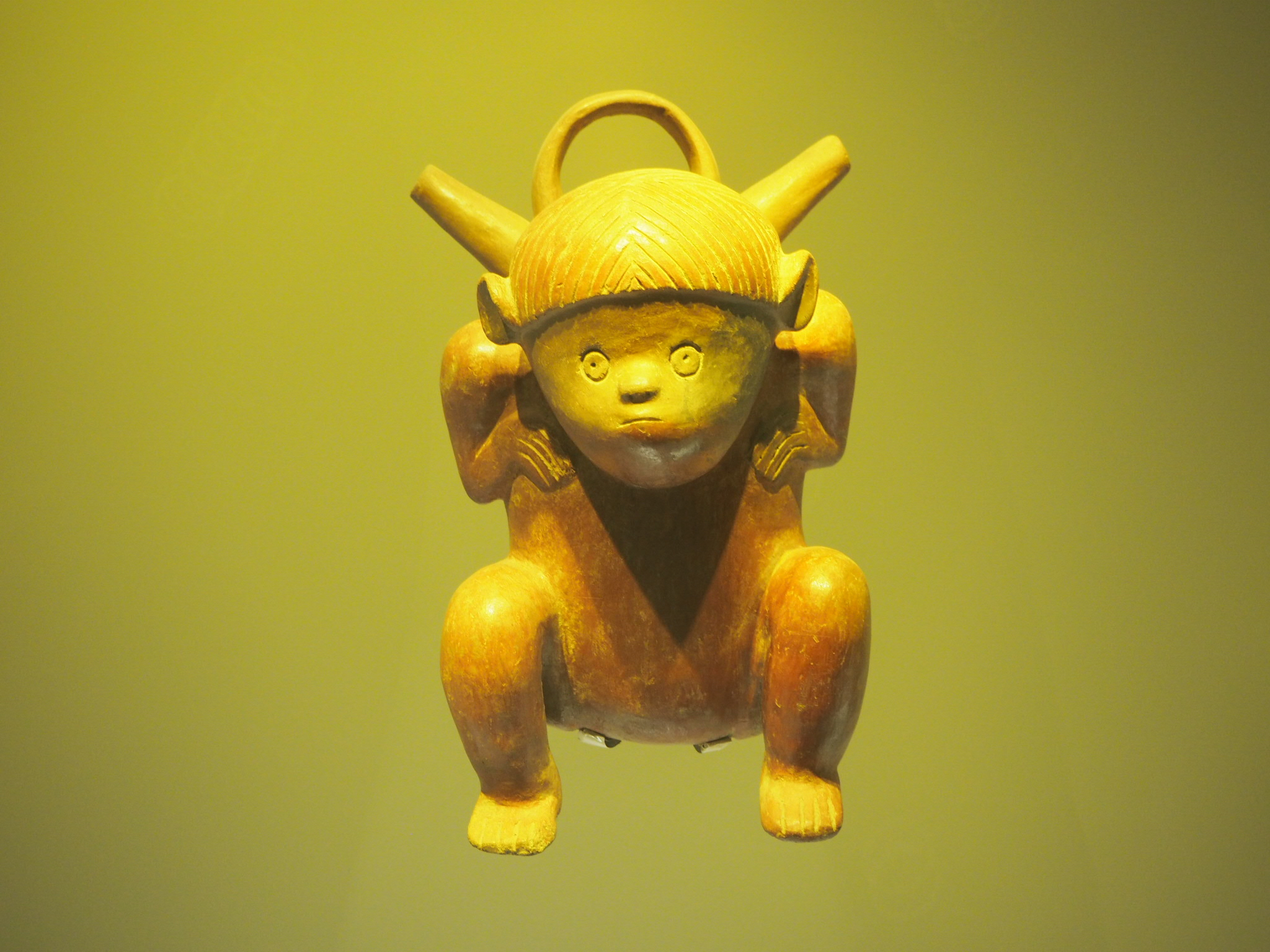
Historisk inhemsk colombiansk konst

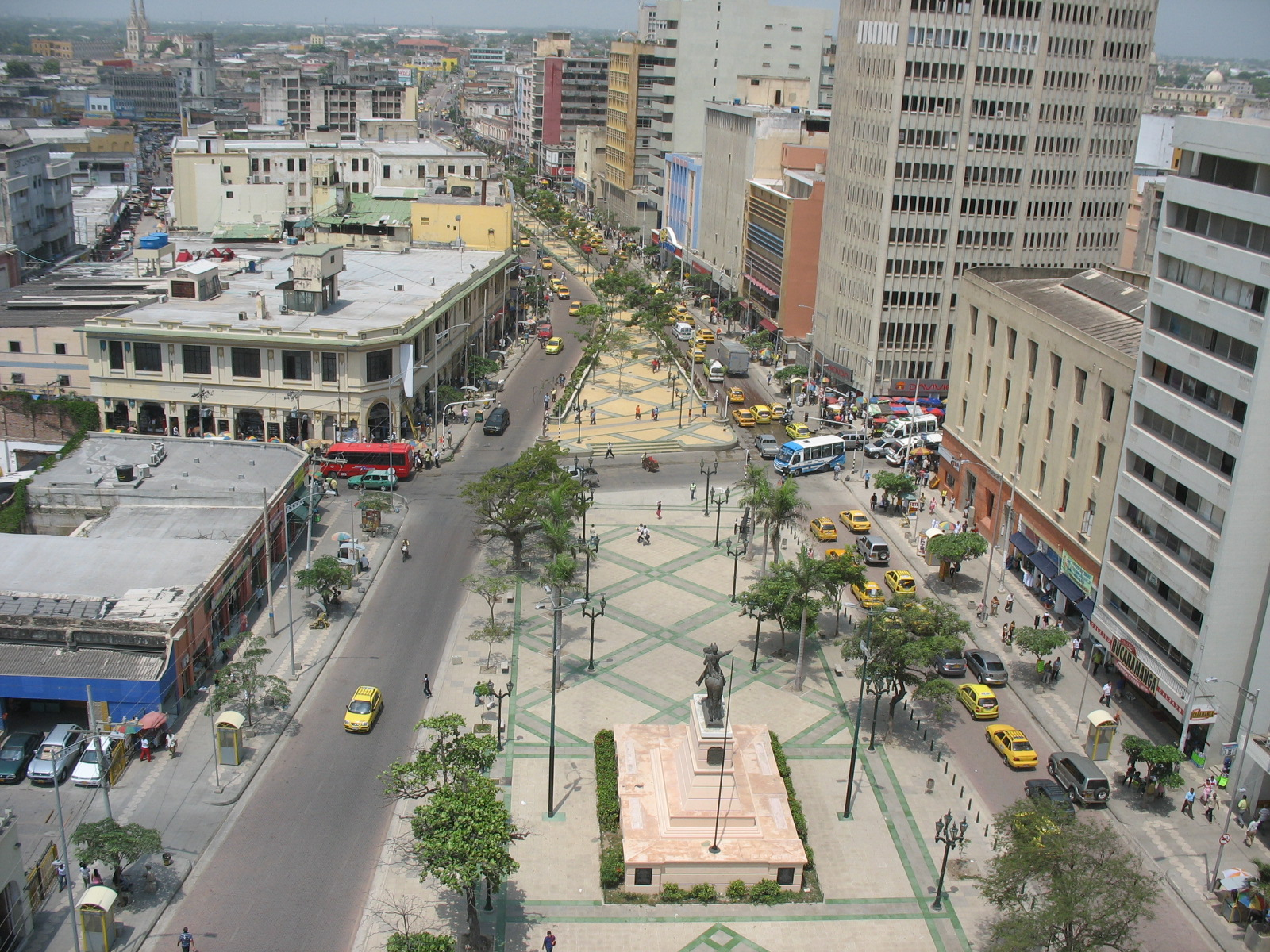
Paseo de Bolívar-avenyn i Barranquilla.

Före spanjorernas ankomst till Latinamerika fanns det i Colombia många grupper som hade en tämligen högstående kultur, även om de var isolerade och splittrade. Legenden om El Dorado tillskrivs ofta Colombia och mycket av utbyggande av Colombia skedde med upptäckten av El Dorado som mål. Chibchaindianerna, som levde i centrala Colombia, hade en tradition där man varje år hällde guld i en liten sjö som offer till gudinnan som sades leva där. Idag finns inga chibcha kvar och deras språk och religion är så gott som okända för dagens colombianer. Indianerna i Colombia, utom i sydligaste delarna av landet, mot gränsen till dagens Ecuador, hade mycket begränsad kontakt med det mäktiga Inkariket i söder. Av de indianska kulturerna i Colombia finns mycket få ruiner och lämningar, men rika fynd har gjorts av dyrgripar i guld och stora stenblock utformade som huvuden, i en stil som inte alls påminner om Inka-indianernas.
Colombia var från 1600-talet en del av den spanska kolonin Nya Granada och blev tillsammans med Ecuador och Venezuela självständigt 1810 under namnet Colombia, men för att inte blandas ihop med det som idag kallas Republiken Colombia så kallas den då nyblivna självständiga nationen Gran Colombia eller Storcolombia. Simon Bolivar ses som landets skapare, och betraktas som något av ett statshelgon i speciellt Venezuela, där han har fått namnge deras valuta. Gran Colombia föll samman 1830, och de nuvarande tre länderna uppstod.
Fram till 1903 tillhörde även Panama Colombia men de två områdena hade kulturella skillnader. Det mer indianska Panamá gjorde anspråk på självständighet, något de inte skulle uppnått utan stöd från USA (i gengäld fick USA bygga Panamakanalen).

### Colombiakonflikten
Rötterna till dagens konflikt i Colombia anses oftast härstamma från mordet på Jorge Eliécer Gaitán, den 9 april 1948. Gaitán var en colombiansk liberal oppositionspolitiker som mördades på oklara grunder i huvudstaden Bogotá, i något som kom att kallas "el Bogotazo". När mordet blev känt i nationella medier utbröt kravaller på gatorna i flera städer runt om i landet, och enbart i Bogotá beräknas över 3000 människor ha dött denna dag. Mordet blev startskottet för ett tio år långt inbördeskrig, "la violencia", där cirka 200 000 människor dog.
För att få slut på inbördeskriget beslöt det liberala och det konservativa partiet att helt sonika dela på makten mellan åren 1958–1974, i den så kallade "Nationella Fronten". De hade mandatperioder à 4 år i taget, och turades om att sitta vid makten. Under denna tid uppstod de olika gerillorna på många håll i landet, något som dels anses bero på statens negligering av landsbygd och periferi och rådande maktmonopol, dels på uppmaning av och inte minst ekonomiskt stöd från andra länder runt om i världen.
Kampen mot narkotikakartellerna intensifierades i slutet av 1980-talet. Bland annat krävde USA att man skulle utlämna flera ledande narkotikahandlare. Detta resulterade i att hundratals människor blev dödade, däribland Pablo Escobar, boss för Medellínkartellen.
För att bemöta gerillorna på landsbygden bildades de paramilitära styrkorna, kända under namnet Autodefensas Unidas de Colombia (AUC) (="Colombias förenade självförsvarsstyrkor"). Paramilitärerna var ökända för sina massakrer, försvinnanden och social rensning i städer och byar, och enligt Human Rights Watch var de ansvariga för över 70 % av morden på politiker och fackföreningsledare i Colombia. År 2004 inleddes en avmobilisering av AUC, denna blev dock mycket omdebatterad och kritiserad, dels för omfattande amnesti till de skyldiga, dels för undermålig gottgörelse till de många offren för deras förbrytelser. Vidare uppdagades det att under den tidigare presidenten Álvaro Uríbe (president 2002–2010) hade de paramilitära ledarna politiskt inflytande över stora delar av Colombias kongressledamöter och lokalpolitiker, som ska ha mottagit mutor och pengar till valkampanjer för att gå AUC:s ledare till viljes. Sedan AUC avväpnats har vissa stridande återintegrerats i samhället, medan andra har tagit upp vapnen igen för att försvara sina intressen i knarkhandeln och inte minst sin sociala maktposition i många städer och kåkstäder, främst vid kusten och södra delen av landet.
Under 1990-talet förändrades även gerillornas strategi, mycket på grund av odling av och handel med narkotika. Av de många gerillor som fanns på 1960- och 1970-talen kvarstod bara FARC och Ejército de Liberación Nacional, av dessa var den förstnämnda störst och militärt överlägsen den andra. FARC var ökända för kidnappningar, utpressning, mord och terroristattentat mot både civila och poliser, och i deras våld satt både nationella och internationella medborgare, politiker och affärsmän. Både AUC och FARC var terroriststämplade av såväl Europeiska unionen som Colombias allierade, USA.
Trots den ökade säkerheten i vissa regioner ökade antalet internflyktingar under 2009 och 2010. Under perioden januari till augusti tvingades i snitt 500 människor om dagen lämna sina hem, vilket bland annat beror på de nya gängkrigen i Medellín och Cali med närområden. Många internflyktingar säger också att nya paramilitära grupper, som de högerpolitiskt inriktade Águilas Negras, är ansvariga för att tusentals människor blivit hemlösa i områden där multinationella bolag verkar.
Enligt tankesmedjan Maplecroft hade Colombia 2010 världens sjätte största risk för terrorhandlingar.
I september 2016, efter 52 års konfilkt, skrev FARC och Colombias regering på ett fredsavtal. Fredsavtalet innehöll sex olika stycken som bland annat behandlar markägande, att FARC ska få möjlighet att delta politiskt samt hur gerillans vapen ska samlas in. Samma år fick Colombias president Juan Manuel Santos Nobels fredspris för hans beslutsamma ansträngning att skapa fred i sitt land.
I august 2018 blev Iván Duque ny president i Colombia.  Den nya högerkonservativa presidenten vann det första presidentvalet som ordnats i landet efter fredsavtalet med vänstergerillagruppen FARC år 2015. Fredsavtalet innebar i praktiken ett slut på 50 år av inbördeskrig och möjliggjorde att gerillan formades om till ett politiskt parti.

## Geografi

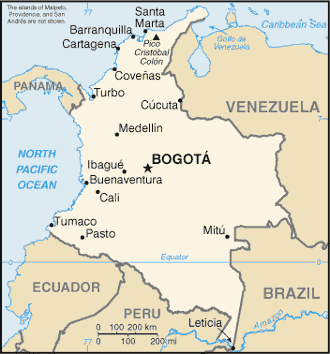
Colombia

### Topografi och hydrografi
Colombia är ett land med mycket stora skillnader vad gäller klimat och vegetation, beroende på höjden över havet. Landet uppfylls i väster av Anderna som mot norr grenar ut sig i flera kedjor (Väst-, Central- och Östcordilleran). Här finns toppar som når över 5 700 m med evig snö. Landets högsta topp är den isolerade Pico Cristóbal Colón (5 775 m) i Sierra Nevada de Santa Marta vid Karibiska havet i norr. Anderna har många unga, ännu aktiva vulkaner och landet drabbas ofta av jordbävningar. Bergskedjorna omsluter högslätter där majoriteten av befolkningen lever. Längs kusterna finns slättland, störst i norr runt Magdalenaflodens delta och landets glesbefolkade östra delar består av ett vidsträckt lågland. I norr består detta av gräsbevuxna savanner (Llanos), genomskurna av Orinocos bifloder, och här hålls stora boskapshjordar. I söder vid ekvatorn och Amazonflodens biflöden härskar regnskogen selva.

### Klimat
Landets klimat är tropiskt (framförallt längs kusten), men varierar med höjden över havet. Det blir kyligare i höglänt terräng (I bergstrakterna räknar man med den heta, den tempererade, den kalla och den frusna zonen.) Nederbörden är stor i söder. I norr och öster är det torrtid på vintern.

### Växt- och djurliv
I de tropiska skogar som finns kvar, exempelvis mot gränserna till Venezuela, Brasilien och Stilla Havskusten, lever många exotiska djur, till exempel Amerikas största kattdjur, jaguaren, den säregna sengångaren samt glasögonbjörnen som är kontinentens största rovdjur.

### Miljöproblem
Några av Colombias miljöproblem är avskogning, dålig vattenkvalitet på grund av överanvändning av insektsbekämpningsmedel samt luftföroreningar, speciellt i huvudstaden.

## Styre och politik

### Administrativ indelning

Colombias departement

Colombia är indelat i 32 departement (departamentos) samt ett huvudstadsdistrikt (distrito capital). Colombias departement i bokstavsordning (med departementshuvudstaden inom parentes):
| 1. Amazonas (Leticia) 2. Antioquia (Medellín) 3. Arauca (Arauca) 4. Atlántico (Barranquilla) 5. Bolívar (Cartagena) 6. Boyacá (Tunja) 7. Caldas (Manizales) 8. Caquetá (Florencia) 9. Casanare (Yopal) 10. Cauca (Popayán) 11. Cesar (Valledupar) 12. Chocó (Quibdó) 13. Córdoba (Montería) 14. Cundinamarca (Bogotá) 15. Guainía (Puerto Inírida) 16. Guaviare (San José del Guaviare) 17. Huila (Neiva) | 1. La Guajira (Riohacha) 2. Magdalena (Santa Marta) 3. Meta (Villavicencio) 4. Nariño (Pasto) 5. Norte de Santander (Cúcuta) 6. Putumayo (Mocoa) 7. Quindío (Armenia) 8. Risaralda (Pereira) 9. San Andrés och Providencia (San Andrés) 10. Santander (Bucaramanga) 11. Sucre (Sincelejo) 12. Tolima (Ibagué) 13. Valle del Cauca (Cali) 14. Vaupés (Mitú) 15. Vichada (Puerto Carreño) 16. *Distrito Capital de Bogotá |

Colombias departement är i sin tur indelade i kommuner (municipios). Det finns även en typ av administrativ indelning som heter corregimiento departamentale som är ett kommunliknande område utan centralort och styrs centralt från departementets huvudort. Denna typ av område finns enbart i de glesbefolkade departementen Amazonas, Guainía och Vaupés.

### Politik
Det politiska livet under 1900-talet dominerades av Partido Liberal (liberala partiet) och Partido Conservador (konservativa partiet). Tvåpartisystemet bröts av den oberoende kandidaten Álvaro Uribe, som bildade partiet Partido de la U i samband med valrörelsen 2002. Uribes mandatperioder, 2002–2010, har präglats av "den demokratiska säkerhetspolitiken", ett inrikespolitiskt koncept som syftar till att göra Colombia till ett säkrare land, fritt från gerillor, paramilitärer och narkotikakarteller. För att möjliggöra detta har Colombia tagit emot flera miljarder i bistånd från USA. I juni 2010 valdes Juan Manuel Santos till president. Hans inrikespolitiska program bygger på den demokratiska säkerhetspolitiken.
Den colombianska regeringen har under 2000-talet anklagats för att utfärda hot mot journalister. Säkerhetstjänsten har bland annat använts för att övervaka journalisters arbete. Informationen från säkerhetstjänsten har vid upprepade tillfällen skickats vidare till de högerextrema paramilitärerna. Många journalister har tvingats i exil på grund av rädsla för repressalier från regering och paramilitärer. Den tidigare presidenten Uribe förnekade dock alla anklagelser under sin tid vid makten men genom pressens avslöjanden har allt fler besvärande fakta kommit fram. Reportrar Utan Gränser kallar regeringens hot mot journalister "[E]n häxjakt som regeringen utövar mot kritiker till regeringens säkerhetspolitik". Reportrar Utan Gränser uppmanar även Juan Manuel Santos att omedelbart upphöra med övervakningen.

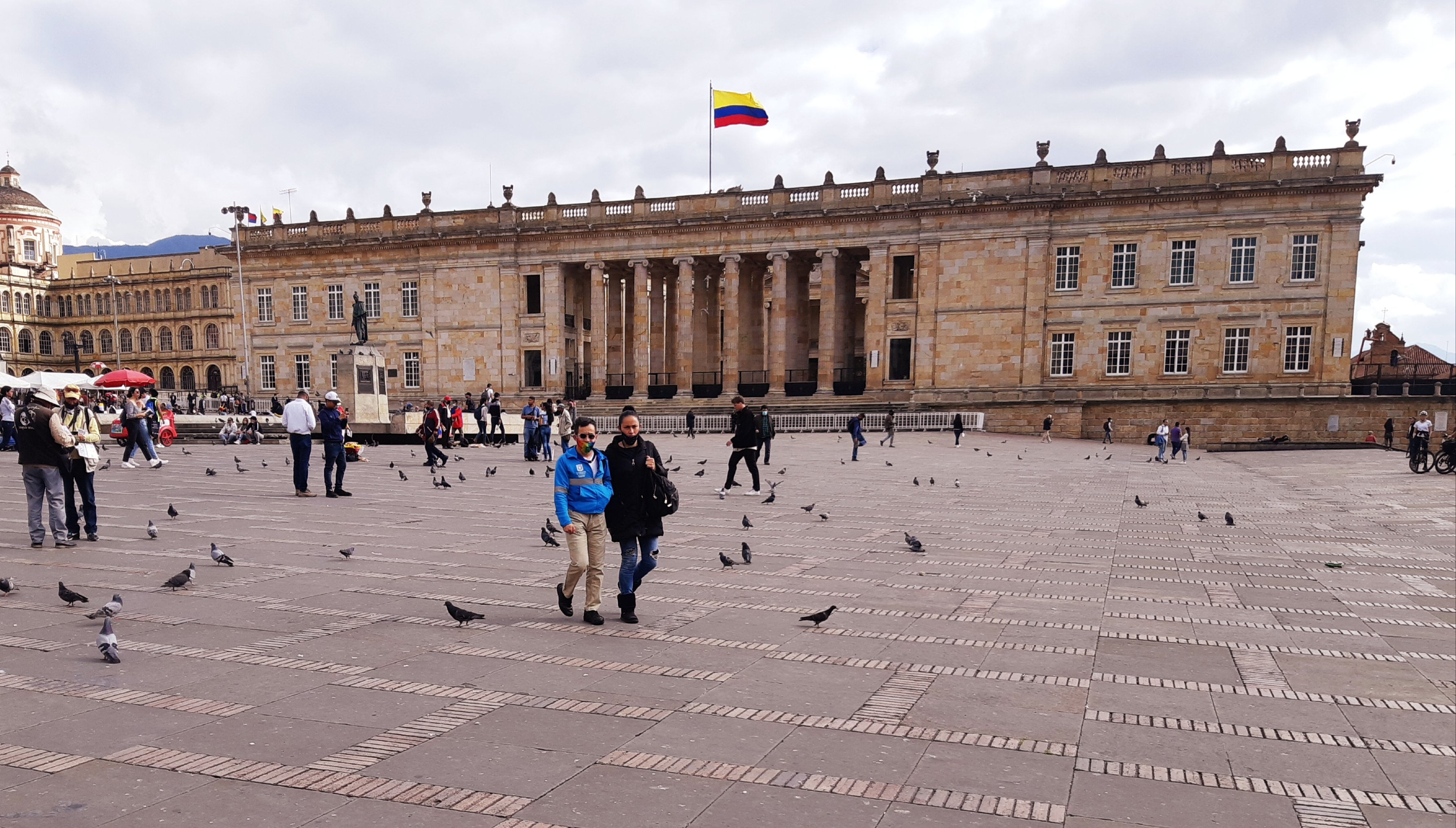
Bild på colombianska parlamentet i huvudstaden Bogotá

I juni 2018 fick den högerkonservative Iván Duque  54 procent av rösterna i presidentvalets andra omgång. Hans motståndare, vänsterkandidaten och borgmästaren för Bogota, Gustavo Petro, 42 procent av rösterna. Den tidigare presidenten Juan Manuel Santos fick Nobels fredspris med anledning av hans insatser för fredsprocessen i landet.

### Försvar
- Colombias armé är organiserad i åtta divisioner, specialförband och utbildningsförband.[22] Personalstyrkan uppgick 2012 till 221 000 personer, varav 10 000 officerare, 33 000 underofficerare, 4 000 kadetter och aspiranter, 169 000 soldater och 6 000 civilanställda.[23]

- Marinen är organiserad i Karibiska havets marinkommando, Stilla Havets marinkommando, Södra marinkommandot (flodområdet i gränslandet mot Venezuela och Brasilien), Marininfanterikommandot, Kustbevakningskommandot och Marinflygkommandot samt särskilda kommandot för San Andrés och Providencia. Den hade 2012 en personalstyrka om 35 000 personer: 3 000 officerare, 1 000 kadetter och aspiranter, 9 000 sjöunderofficerare och sjömän, 21 000 marininfanteriunderofficerare och marinfanterister samt 2 000 civilanställda.[23]

- Flygvapnet är organiserat i sex flygstridskommandon, ett flygtransportkommando och ett flygmaterielkommando samt en flygstridsgrupp för Karibiska havet.[24] Personalstyrkan bestod 2012 av cirka 14 000 personer, varav 2 000 officerare, 3 000 underofficerare, 1 000 kadetter och aspiranter, 5 000 soldater och 3 000 civilanställda.[23]

#### Polis
- Polisen räknas till de väpnade styrkorna, men inte till krigsmakten, och hade 2012 en uniformerad personalstyrka om 170 000 personer.[23]

- Säkerhetspolisen (DAS) ansvarar för säkerhetsunderrättelsetjänst, vissa brottsutredningar, migrationsfrågor och personskydd. Den hade 2012 7 000 anställda. 2009 avslöjade colombianska journalister att DAS använts för att spionera på politiska motståndare till president Álvaro Uribe, i form av oppositionspolitiker, journalister, domare och sociala aktivister.[25] Informationen från DAS har vid ett flertal tillfällen skickats vidare till de högerextrema paramilitärerna, och DAS-enhetens högste chef, Jorge Noguera, säger att detta gjordes på order av Uribe personligen.[19]

## Ekonomi och infrastruktur
Landet är självförsörjande på livsmedel, har goda naturtillgångar och har med utländska investeringar byggt ut sin industri, huvudsakligen i städerna på högplatån. Transportnätet var länge undermåligt. Bergskedjorna var svåra hinder för vägar och järnvägar. Flod- och kustsjöfart liksom flyget har stor betydelse. Accepterar internationella körkort enligt Geneva Convention on Road Traffic (år 1949).

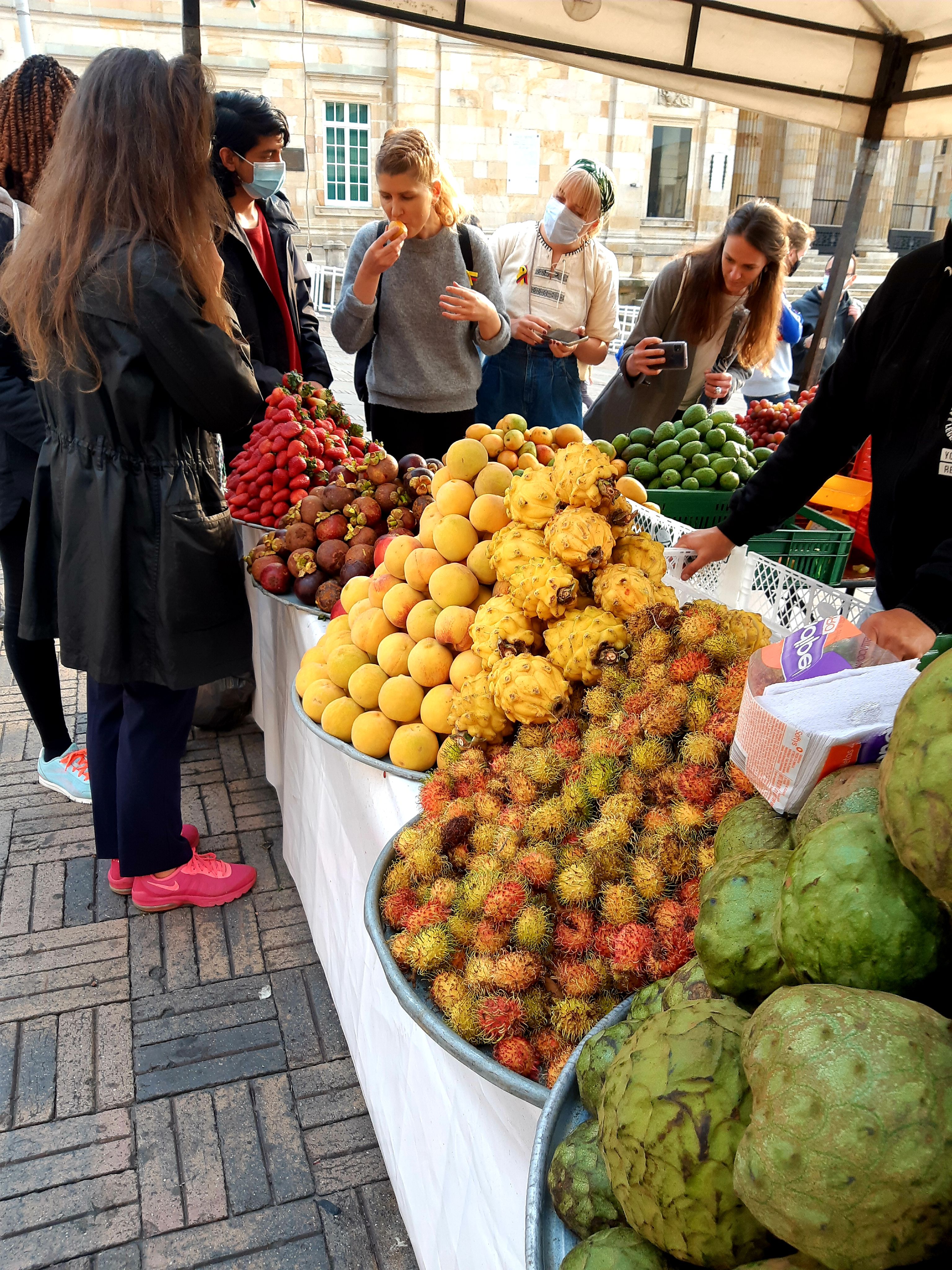
Fruktstånd i Bogotá

De senaste åren har BNP ökat med mer än 5 % per år. Sedan 2002 har fattigdomen minskat i Colombia, från 53,7 % det nämnda året, till 46 % 2009. Sedan dess har fattigdomen fortsatt sjunka och låg 2016 på 28 %.

### Näringsliv
Colombia är sedan gammalt känt som guldlandet (se Eldorado). Förutom guld bryts bland annat nickel, platina och smaragder. Det finns stora kolreserver. Nya fynd av olja och naturgas väntas täcka energibehovet och avsevärt förbättra exportinkomsterna. Vid sidan av livsmedels- och textiltillverkning har den tunga industrin utvecklats (stål-, maskin-, olje- och kemisk industri). Många arbetar ännu inom jordbruket. Men beroendet av kaffe (världens näst största produktion efter Brasilien) är fortfarande stort och gör ekonomin sårbar. Kaffets andel av det totala exportvärdet har dock sjunkit kraftigt. Jordbruket följer de olika klimatzonerna och ger bland annat bananer, socker (varma zonen), kaffe, bomull, tobak, sydfrukter (tempererade zonen), majs och potatis (kalla zonen).
Jorden är ojämnt fördelad. Storgodsen (latifundios) äger huvuddelen; folkets flertal är fattiga småbrukare eller jordlösa lantarbetare. Stora inkomster vid sidan av den formella ekonomin ger den illegala narkotikahandeln (marijuana och kokain) som lett till ökande korruption, kriminalitet och våld. Handeln har kontrollerats av ett fåtal knarkkarteller, vilka myndigheterna med USA:s hjälp försökt stoppa; huvuddelen av narkotikan distribueras till USA. Regeringens krigsförklaring mot kartellerna 1989 och knarkkungen Pablo Escobars död 1993 har inte resulterat i någon minskning av narkotikahandeln.

#### Energi och råvaror
73 % av elektriciteten produceras av vattenkraft och resterande till största delen av fossila bränslen. Colombia är rikt på naturtillgångar, inklusive petroleum, naturgas, kol, järnmalm, nickel, guld, koppar och smaragder. Landet har också betydande vattenkraftresurser.[källa behövs]

### Infrastruktur

#### Utbildning
I Colombia var analfabetismen 5,3 % år 2015. Andelen var något högre bland män (5,4 %) jämfört med kvinnor (5,2 %) under samma år.

## Befolkning

### Demografi

#### Urbanisering
Folkökningen är mycket snabb och inflyttningen till städerna har varit stor.

#### Minoriteter
Med hänsyn till befolkningens ursprung kan Colombias invånare delas in i fyra grupper. Det finns en liten ursprungsbefolkning (3,4 %) med fotfäste i gränsområdena mot grannländerna, en svart befolkning (knappt 10,6 %) med fäste längs kusterna, en vit befolkning (37 %) som är avkomlingar till de spanska kolonisatörerna och som till stor del utgör den urbana medelklassen. En annan stor del är blandning av två eller flera av de andra grupperna (47 %). 

#### Migration
Nettomigrationen i Colombia uppgick till -0,6 migranter per 1 000 invånare under 2016, vilket innebär att fler människor lämnade landet än de som invandrade.

### Språk
Så gott som alla talar spanska som är officiellt språk och alla är katoliker. Urfolksspråk talas av mindre grupper.

### Religion
Den religiösa tillhörigheten i Colombia är dominerad av katolicismen, där omkring 90 procent av befolkningen identifierar sig som katoliker, medan övriga trosuppfattningar utgör cirka 10 procent.

### Hälsa
| Fetma                    | 2014   | 2016     |
| ------------------------ | ------ | -------- |
| Andel av befolkningen    | 20,7 % | 22,3 % ▲ |
| Undervikt hos barn <5 år | 2010   | 2016     |
| Andel av befolkningen    | 3,4 %  | 3,7 % ▲  |

Spädbarnsdödligheten i landet var 14,1 dödsfall per 1 000 levande födslar år 2016. Enligt en uppskattning från 2024 hade spädbarnsdödligheten minskat till 11,7 dödsfall per 1 000 levande födslar.

## Kultur

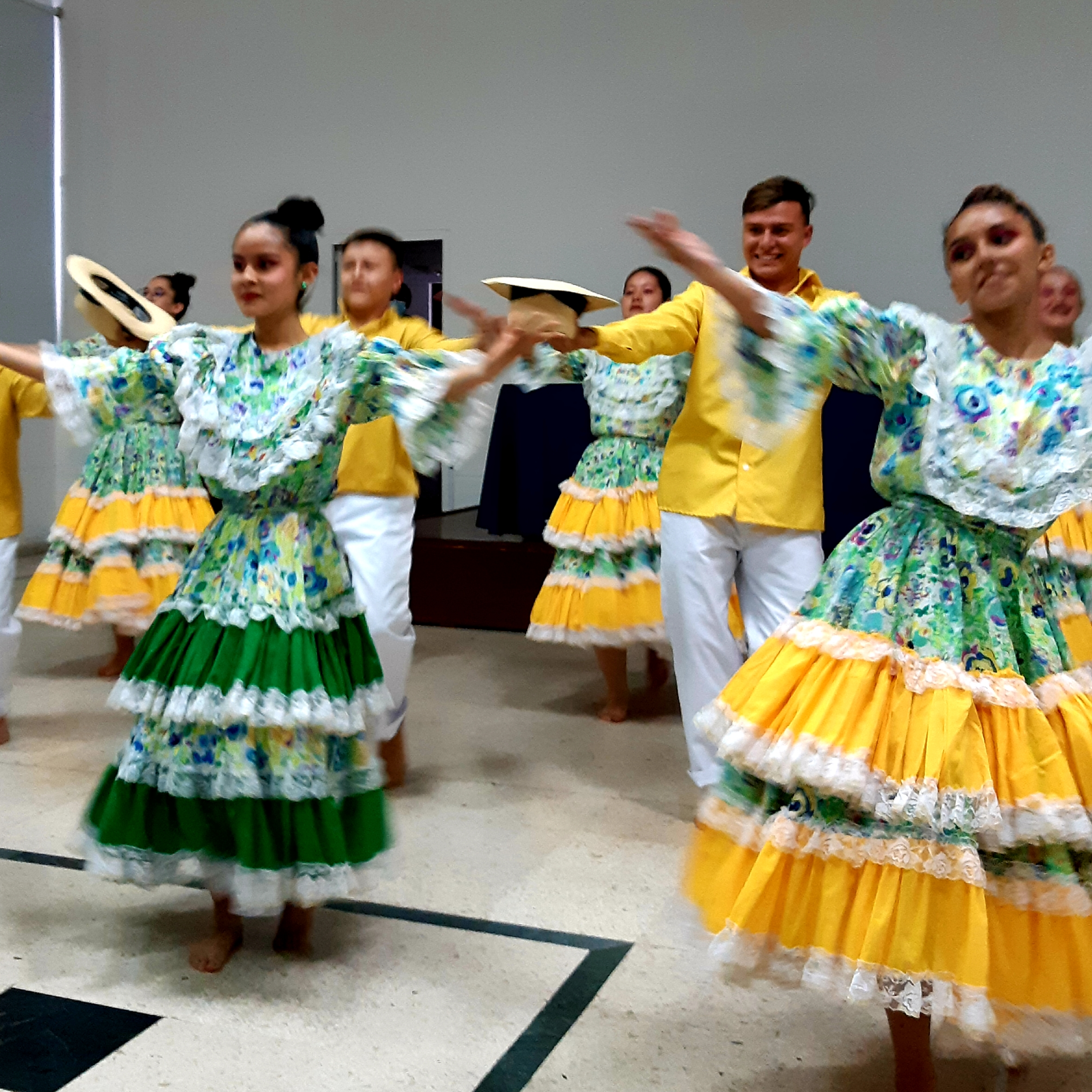
Traditionell colombiansk dans

De olika arven från indiansk kultur, afrikanska slavar och spansk erövring tar sig många olika uttryck i Colombia. Vid atlantkusten finner man danser och sånger med klart västafrikanska drag och mycket gemensamt med den afro-brasilianska kulturen. Det finns till och med ett kreolspråk som är obegripligt för en spansktalande och har stora influenser från Kongobäckenet. Samtidigt utgör det spanska arvet en central del i Colombias kultur, med en helt annan grupp danser och traditioner. Colombias nationaldans är cumbia, en dans från områdena kring Cartagena som fångar Colombias kulturer i ett, med afrikanska trummor, indianska flöjter och mer europeiska drag i klädsel och dans. Förutom cumbia dansar man flera latinamerikanska danser från andra länder, som merengue, bachata och salsa. Speciellt salsan har Colombia gjort lite till sin egen, genom att utveckla en stil som för ett tränat öra är hörbart skild från den kubanska salsan. Den ultimata kultur-yttringen sägs ofta vara karnevalen i Barranquilla, som har mycket gemensamt med de i Brasilien och Trinidad.
Sångerskan Shakira kommer från Colombia.
Juanes, en duktig sångare och gitarrist kommer också från Colombia.
Colombia är i dag särskilt känt för sin litteratur, inte minst genom nobelpristagaren Gabriel García Márquez. Författarna tar ofta fasta på det groteska och barockt överdådiga, med en förkärlek för historiska perspektiv.

### Världsarv i Colombia
- 1984 - Hamnen, fästningarna och monumenten i Cartagena
- 1994 - Los Katíos nationalpark
- 1995 - Santa Cruz de Mompox historiskt centrum
- 1995 - Nationella arkeologiska parken i Tierradentro
- 1995 - San Agustín arkeologiska park

## Internationella rankningar
| Organisation                                | Undersökning                   | Rankning   |
| ------------------------------------------- | ------------------------------ | ---------- |
| Heritage Foundation/The Wall Street Journal | Index of Economic Freedom 2019 | 49 av 180  |
| Reportrar utan gränser                      | Pressfrihetsindex 2019         | 129 av 180 |
| Transparency International                  | Korruptionsindex 2018          | 99 av 180  |
| FN:s utvecklingsprogram                     | Human Development Index 2018   | 79 av 189  |